# ФК Жемчужина (Сочи)
ФК Жемчужина-Сочи е руски футболен клуб, основан през 1991 г. В периода 2003 – 2007 не функционира.

## История
От 1993 до 1999 г. се състезава в руската Висша дивизия, като най-големият успех на „оранжевите“ е 9 място. През 1999 г. изпада в Първа дивизия, но поради финансови затруднения отборът е изхвърлен директно във Втора дивизия, където остава до 2003 г., когато е закрит. През 2007 г. е възстановен като Жемчужина-Сочи и след 2 място в ЛФЛ отново заиграва във Втора дивизия. През 2009 г. печели промоция за Първа дивизия. Два сезона по-късно в отбора са привлечени Денис Бояринцев, Михал Пападопулос, Казбек Гетериев и бразилецът с босненски паспорт Рикардо Байано. През 2011 се появява информация за евентуалното изхвърляне на клуба от 1 дивизия поради финансови трудности, но все пак „оранжевите“ се задържат в шампионата до 6 август. Тогава президента Дмитрий Якушев обявява официално отказването на Жемчужина от ФНЛ. Отборът продължава да функционира в шампионата на Краснодарския край. От 2013/14 Жемчужина ще играе във Втора дивизия.

## Известни играчи
- Станислав Дубровин
- Александър Чихрадзе
- Рикардо Байано
- Пьотър Хрустовский
- Георгий Микадзе
- Иван Левенец
- Александр Горшков
- Назим Сюлейманов
- Нилтон Мендеш